# Новопокровка (Пологівський район)
Новопокро́вка — село в Україні, у Пологівському районі Запорізької області. Населення становить 314 осіб. Входить до складу Малотокмачанської сільської громади.

## Географія
Село Новопокровка розташоване на правому березі річки Мала Токмачка, яка через 2,5 км впадає в річку Кінська, вище за течією на відстані 4 км розташоване село Павлівське. Річка в цьому місці пересихає. Поруч проходять автошлях територіального значення Т 0815 та залізниця, станція Новокарлівка за 4 км.

## Населення

### Мова
Розподіл населення за рідною мовою за даними перепису 2001 року:
| Мова       | Кількість | Відсоток |
| ---------- | --------- | -------- |
| українська | 296       | 94.27%   |
| російська  | 18        | 5.73%    |
| Усього     | 314       | 100%     |

## Історія
Рік заснування — 1922[джерело?].
До 19 серпня 2016 року село підпорядковувалось Білогір'ївській сільській раді Оріхівського району Запорізької області.
17 липня 2020 року, в результаті адміністративно-територіальної реформи та ліквідації Оріхівського району, село увійшло до складу Пологівського району.
9 травня 2022 року екснардеп Давид Жванія загинув від артилерійського вогню біля блокпоста російських окупантів у районі села Новопокровка, під обстрілом окупантів опинився автомобіль із двома цивільними. Внаслідок прямого влучення снаряда транспортний засіб підірвався. Пасажир автомобіля, яким був екснародний депутат Верховної Ради України Давид Жванія, помер на місці, а водій отримав поранення. Також відомо, що Давид Жванія мав російське громадянство та був неофіційним представником «Росатому».